# Trimmen (Hunde)

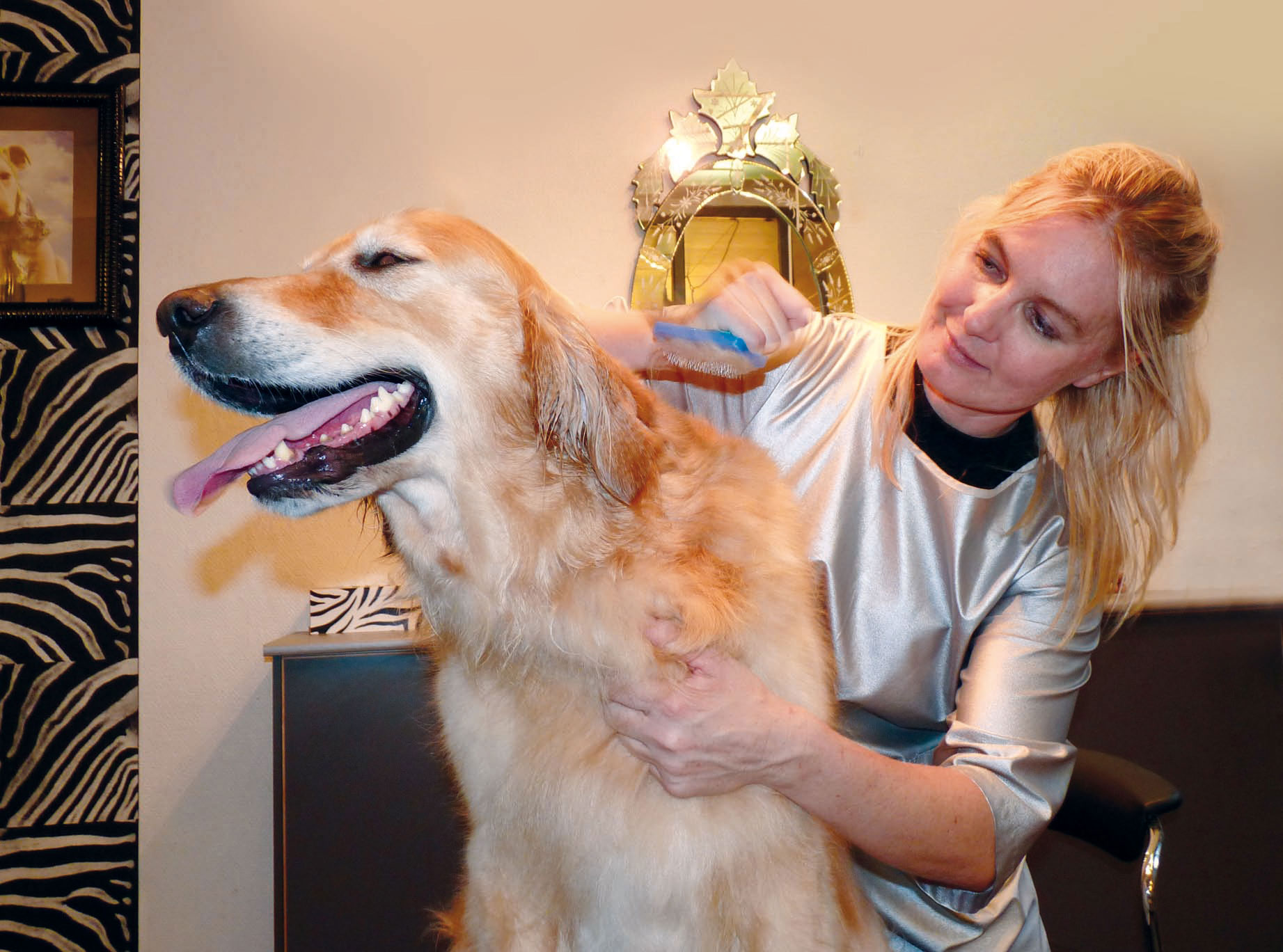
Trimmen in einem Hundesalon

Trimmen (englisch für Stutzen, Nachschneiden) bezeichnet im Zusammenhang mit Hunden das Auszupfen von Haaren aus dem Fell mit den Fingern oder mit dem Trimmmesser.
Einige Hunderassen, vor allem Terrier, mit rauhaarigem Fell, z. B. der Airedale-Terrier, Foxterrier, Cairn Terrier, aber auch Schnauzer und Rauhaardackel, werden getrimmt. Durch Züchtung wurde ihr Fell so verändert, dass es robuster und wasserabweisender wurde. Der normale Fellwechsel fand nicht mehr statt. So konnten die Tiere ganzjährig für die Jagd genutzt werden. Das abgestorbene Deckhaar wird entfernt, um Hautreizungen und Ekzeme zu vermeiden und das Fellwachstum anzuregen. Lose Unterwolle kann dagegen einfach ausgekämmt werden. Getrimmt wird kontinuierlich alle drei bis vier Monate.